# أزمة المسجد الأقصى 2017
أزمة المسجد الأقصى عام 2017  هي أزمة مستمرة تتعلق بالحرم القدسي الشريف، والتي بدأت في 14 يوليو 2017، بعد هجوم قام به ثلاثة شباب من عرب 48 وأسفر عن مقتل شرطيين إسرائيليين. وعلى أثر هذا الهجوم، قامت السلطات الإسرائيلية بتركيب أجهزة الكشف عن المعادن عند مدخل الحرم الشريف. تجمع آلاف الفلسطينيين عند مداخل الحرم القدسي احتجاجا على هذا الإجراء. وقد انتقدت الزعامات الدينية والفصائل الفلسطينية السياسية والجامعة العربية بشدة السياسات الأمنية الجديدة.
في 25 يوليو صوّت مجلس الوزراء الإسرائيلي على إزالة أجهزة الكشف عن المعادن واستبدالها بوسائل مراقبة أخرى. ومع ذلك، قرر الناشطون الفلسطينيون مواصلة الاحتجاج، مدعين أن هذه الكاميرات تمثل درجة أكبر من السيطرة من أجهزة الكشف عن المعادن. وفي 27 يوليو، أزالت إسرائيل جميع التدابير الأمنية من الحرم، مما جعل القادة الدينيين المسلمين يخبرون الفلسطينيين بأنهم يستطيعون العودة للصلاة داخل المسجد. وأفيد أن 113 فلسطينيًا أصيبوا في اشتباكات مع الشرطة بعد عودة الآلاف من المسلمين للصلاة في الحرم القدسي.
وخلال 11 يومًا، توفي أحد عشر شخصًا بسبب هذه الأزمة.

## عملية اطلاق نار في المسجد
في صباح يوم 14 يوليو 2017 عند الساعة السابعة، ثلاثة مسلحين من عرب 48 فتحوا النار على الشرطة الإسرائيلية بالقرب من باب الأسباط في القدس، فقتل شرطيين واصيب اثنان آخران بجروح متوسطة في الهجوم. ثم لاحقت عناصر الشرطة الإسرائيلية الشبان الثلاثة داخل باحات المسجد الأقصى، حتی أصابتهم بالرصاص، فأسقطوا على الأرض في صحن الصخرة. وحسب ما قالت دائرة الإعلام في الأوقاف الإسلامية، «منعت الجنود طواقم الإسعاف من الوصول إليهم». فماتوا هناك.

## إغلاق المسجد الأقصى

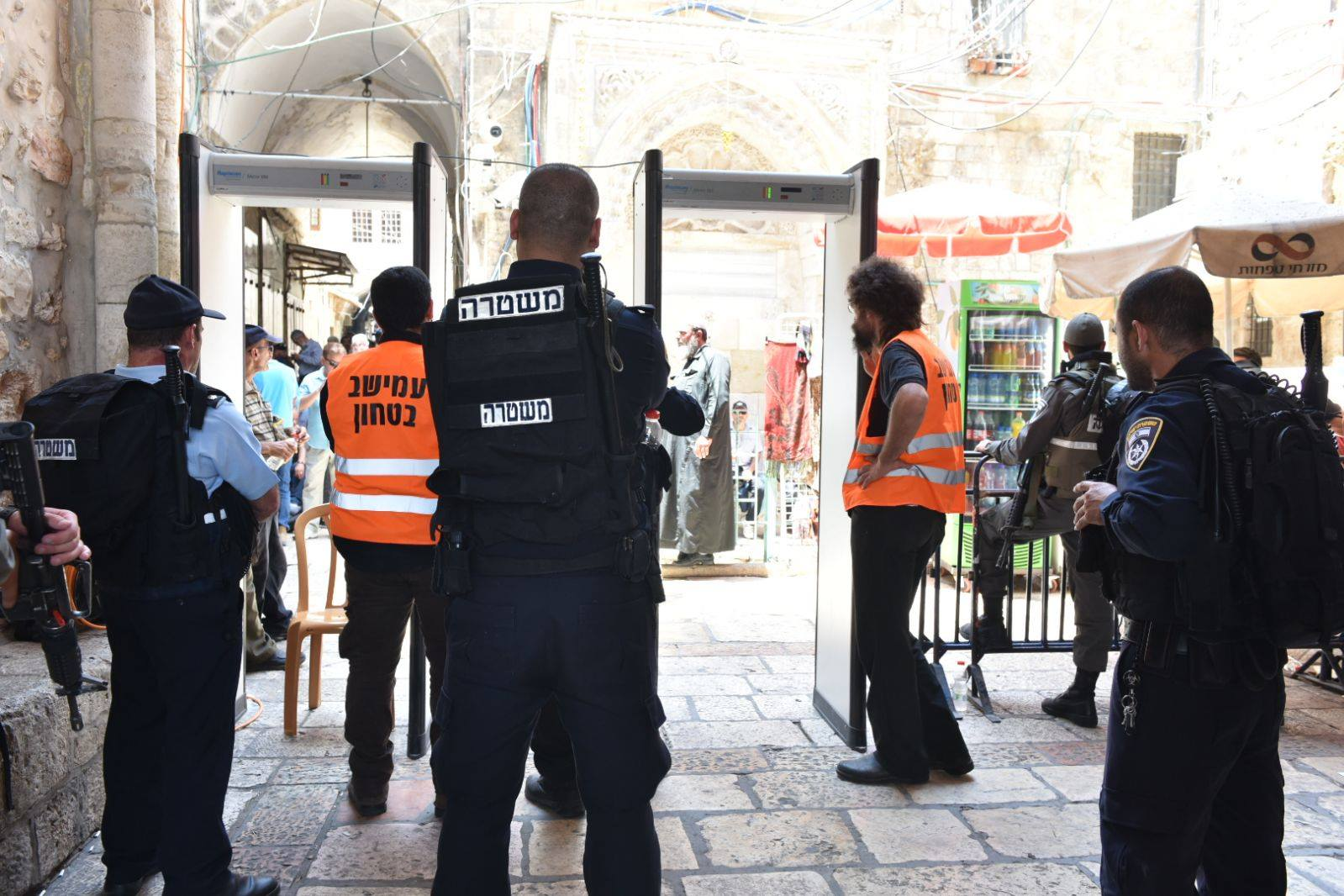
أجهزة كشف المعادن في الحرم القدسي

عقب الهجوم أغلقت السلطات الإسرائيلية الحرم الشريف ومنعت من إقامة صلاة الجمعة في المسجد الأقصى لأول مرة منذ نصف قرن. كما أغلقت الشرطة الإسرائيلية بوابات البلدة القديمة في مدينة القدس. وبعد اقتحام السلطات الإسرائيلية للمسجد الأقصى، بدأت باستجواب رجال دائرة الأوقاف الإسلامية في القدس.
وفي 16 يوليو، أعادت السلطات الإسرائيلية فتح المسجد الأقصى بعد أن أقامت بوابات الكشف عن الآلات المعدنية عند مداخل المجمع. دعت الأوقاف الإسلامية المسلمين إلی الاحتجاج خارج المجمع وعدم دخول المسجد عبر البوابات. وأعلنت السلطات الإسرائيلية أيضا بقرار تركيب كاميرات خارج المسجد لمراقبة ما يحدث داخل باحات المسجد. في 21 يوليو، أمر الرئيس الفلسطيني محمود عباس بتعليق كل الاتصالات الرسمية مع إسرائيل إلى أن تلغي التدابير الأمنية الجديدة.
اشتبك آلاف الشبان الفلسطينيين مع قوات الأمن الإسرائيلية احتجاجا على الإجراءات الأمنية الجديدة. وكان حصيلة الممارسات الإسرائيلية ضد الاحتجاجات الشعبية الفلسطينية ثلاثة قتلى ونحو 400 جريح، التي عمت القدس ومدن أخرى.
وبعد صدور حكم من المحكمة العليا في 25 يوليو، أفرجت السلطات الإسرائيلية عن جثث منفذي العملية في المسجد الأقصى. فبعد وصولها إلى المدينة شيّع جثامينهم أكثر من 10 آلاف من أبناء مدينة أم الفحم والمنطقة، وهم رافعون الأعلام الفلسطينية وينشدون إلى النضال ضد إسرائيل والدفاع عن الأقصى، كما أثنوا على العملية التي نفذها الشبان الثلاثة والذين وصفوهم بالشهداء الأبطال.
و في صباح يوم 27 يوليو أعلنت دائرة الأوقاف الإسلامية ومفتي القدس عن العودة إلى الصلاة في المسجد الأقصى بعد تراجع إسرائيل عن إجراءاتها الأمنية. دخل آلاف المصلين إلى المسجد الأقصى لأداء الصلاة، لكن اندلعت اشتباكات بين المصلين وقوات الأمن الإسرائيلية، التي دخلت إلى ساحات المسجد واستخدمت القنابل الصوتية وقنابل الغاز المسيل للدموع، فيما أصيب ما لا يقل عن 113 فلسطينياً في اشتباكات مع قوات الأمن الإسرائيلية. وقالت الناطقة باسم الشرطة الإسرائيلية «إن المصلون القوا الحجارة على الشرطة وأصيب شرطي في رأسه وعولج في الموقع».
وفي 28 يوليو، حضر آلاف المصلين المسلمين صلاة الجمعة في مسجد الأقصی وسط إجراءات أمنية مشددة في البلدة القديمة ومحيط المسجد الأقصی. وقد منعت الشرطة الإسرائيلية الرجال دون الخمسين عاما من أداء صلاة الجمعة في الحرم القدسي.

## تبعيات

### الاضطرابات في الضفة الغربية
في 28 يوليو، اندلعت مواجهات عقب أداء صلاة الجمعة، بين الفلسطينيين والجيش الإسرائيلي في الضفة الغربية، ولا سيما في بيت لحم ونابلس وقلقيلية والخليل وكفر قدوم. وقال الهلال الأحمر الفلسطيني إن «فلسطينيا أصيب بالرصاص المعدني المغلف بالمطاط وعشرات المحتجين الآخرين أصيبوا بالاختناق، جراء إلقاء القوات الإسرائيلية لقنابل الغاز المسيل للدموع».

### المواجهات على حدود غزة
وفي 28 يوليو نظمت حركة المقاومة الإسلامية، حماس، مسيرة مركزية شمال قطاع غزة، نصرةً للمسجد الأقصى ورافضةً لإجراءات الاحتلال الإسرائيلي في القدس. وندد المشاركون في المسيرة بالانتهاكات الإسرائيلية في المسجد الأقصى والاعتداء على المرابطين في القدس.
أطلق الجيش الإسرائيلي النار باتجاه المحتجين مما أسفر عن مقتل فلسطيني يبلغ من العمر 16 عاما.

### عملية هار أدار 2017
أفادت وكالة سكاي نيوز الإخبارية، في يوم 26 سبتمبر 2017، أن 3 إسرائيليين قتلوا صباح اليوم المذكور، جراء عملية إطلاق نار وطعن بالقرب من مدخل مستوطنة «هار أدار» شمال غربي القدس. كما أشارت إذاعة الجيش الإسرائيلي أن منفذ العملية فلسطيني، وأن هناك مستوطن رابع مُصاب جراء هذا الهجوم، إلى جانب القتلى الثلاثة. وقالت الإذاعة بأن المهاجم تعرض لإطلاق نار في الحادث لكن لم تتضح حالته بعد. وقالت وكالة رويترز أن إذاعة الجيش الإسرائيلي أجرت مقابلة مع أحد المستوطنين في «هار أدار» فقال إن الفلسطيني المسلح دخل المستوطنة مع مجموعة من العمال الفلسطينيين وفتح النار على أفراد من الشرطة الإسرائيلية. بِالمقابل أعلنت وكالة «معًا» الفلسطينية في وقت لاحق «استشهاد شاب فلسطيني برصاص الاحتلال، فيما قُتل 3 من شرطة حرس الحدود وحراس أمن إسرائيليين وجرح رابع بجراح خطيرة في عملية إطلاق نار وقعت على داخل مستوطنة «هار ادار» شمال غرب القدس المحتلة، صباح اليوم». وفي مساء اليوم المذكور قال المتحدث باسم حركة حماس حازم قاسم في بيان صحفي، أن هذه العملية إنما هي «حلقة جديدة في انتفاضة القدس، وتأكيد من الشباب المنتفض أنه سيواصل القتال حتى الحرية الكاملة للشعب والأرض»، وأنها تثبت كون «القدس قلب الصراع مع الاحتلال ولا مجال لإخراجها من معادلة الصراع»، وأنها «تقول أن كل محاولات الاحتلال لتغيير هوية القدس لن تمر، وأن كل جهود الاحتلال لتزوير الوقائع لن تغير من حقيقة الأمر، بأن القدس فلسطينية عربية وأن شعبنا سيقاتل حتى النهاية لتحريرها». وأضاف أن العملية تعني أن الشعب الفلسطيني يرفض «منطق استجداء الحقوق عبر المؤسسات الدولية»، وأن هذا الشعب سيحافظ على حقوقه ومقدساته بدمه وروحه، وأن الشباب المنتفضين سيواصلون القتال حتى حصولهم على الحرية الكاملة.